# رويا نونهالي
رويا نوناهالي (بالفارسية: رؤیا نونهالی) (13 فبراير 1963) ممثلة ومخرجة إيرانية. درست الرسم وعملت في المسرح منذ عام 1984.

## سيرة مهنية
بدأت رويا مسيرتها في فيلم ( الحبيب في المنزل 1987) للمخرج خسرو سيناني )، ثم اختارها محسن مخملباف لفيلم زواج المبارك وحصلت على جائزة من مهرجان فجر السينمائي الدولي . تم منح أدائها في رائحة الكافور و عطر ياسمين جائزة أفضل ممثلة مساعدة في المهرجان. بدأت التمثيل في البرامج التلفزيونية في عمل ( النوم والاستيقاظ) عام 2001. في عام 2019 أصبحت عضو لجنة تحكيم في أول برنامج مواهب إيراني يسمى عصر جديذ إنتاج إحسان عليخاني.

## روابط خارجية
- رويا نونهالي على موقع IMDb (الإنجليزية)
- رويا نونهالي على موقع قاعدة بيانات الفيلم (الإنجليزية)